# Landschaftsschutzgebiet Grünland - Heckenkomplex am Schanzenberg

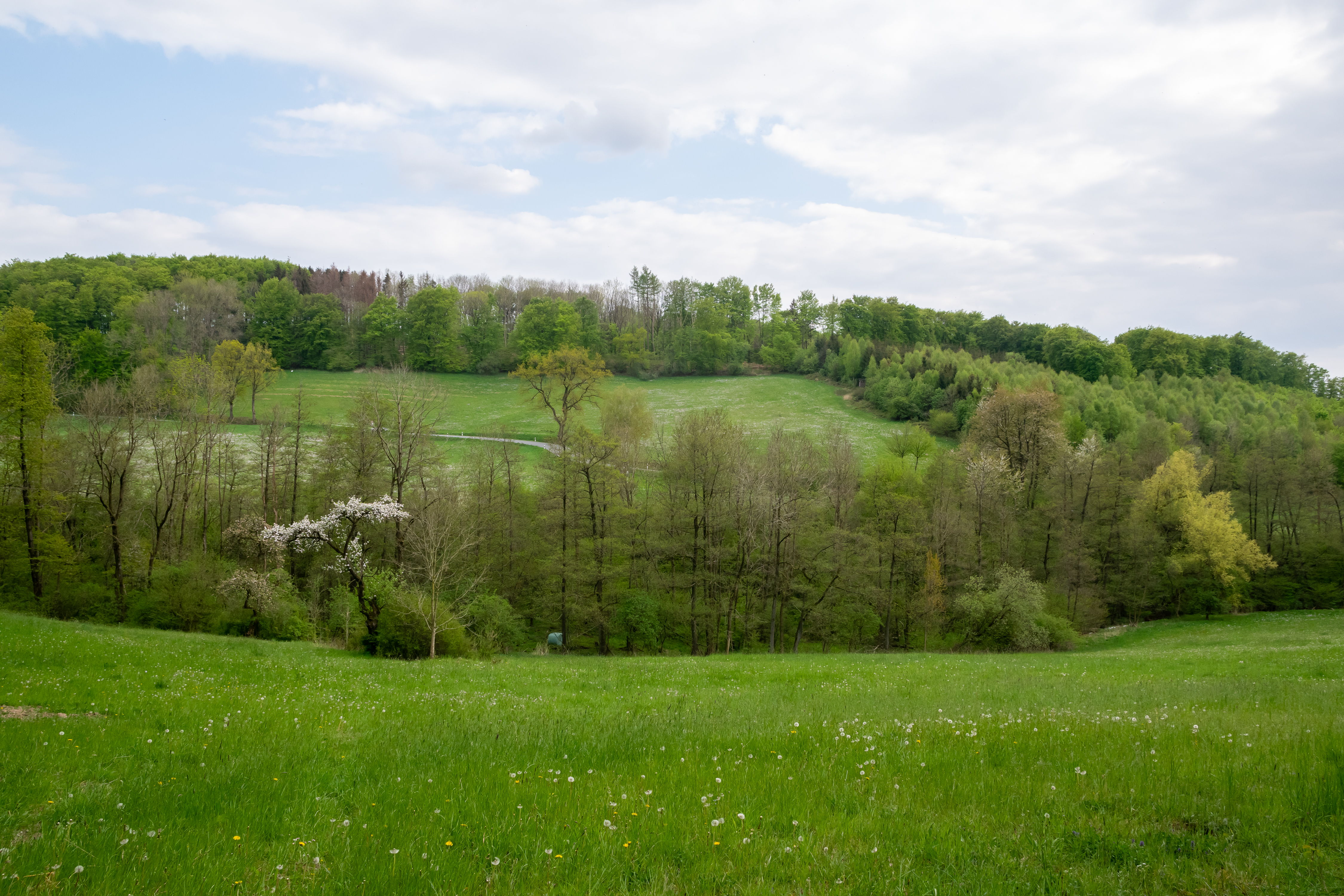
Landschaftsschutzgebiet Grünland Heckenkomplex am Schanzenberg

Das Landschaftsschutzgebiet Grünland - Heckenkomplex am Schanzenberg mit etwa 9 ha Flächengröße liegt im Gemeindegebiet von Kalletal. Es wurde 1995 mit dem Landschaftsplan Nr. 4 Kalletal durch den Kreistag des Kreises Lippe erstmals als Landschaftsschutzgebiet (LSG) ausgewiesen. 2004 erfolgte die erneute Ausweisung durch den Kreistag mit dem geänderten Landschaftsplan.

## Beschreibung
Das Landschaftsschutzgebiet umfasst Grünland, einen Quellbereich und einzelne Gebüschstrukturen östlich von Niedermeien. Im Norden wird das Schutzgebiet durch die L 957 (Niedermeier Straßer) begrenzt. Nördlich der L 957 liegt das Naturschutzgebiet Teimer. Es handelt sich um ein Seitental des Rentorfer Bachtales. Im LSG liegen intensiv genutzte Fettweiden. Im Süden durchzieht ein temporär wasserführender Graben das Landschaftsschutzgebiet. In der Nähe eines Geländeeinschnitts befindet sich ein Quellbereich. Entlang des Grabens, des Geländeeinschnitts und auf einer Hangkante stocken dichte Gehölzreihen.

## Schutzzwecke für das LSG
Laut Landschaftsplan erfolgte die Ausweisung des LSG
- „zur Erhaltung und Wiederherstellung der Leistungsfähigkeit des Naturhaushaltes in ökologisch besonders wertvoll strukturierten Bereichen mit Wasser-, Klima- und Biotopschutzfunktionen,“
- „zur Erhaltung und Wiederherstellung von Quellbereichen und naturnahen Fließgewässern, Grünland und naturnahen Waldbereichen unterschiedlicher Feuchtestufen, Feldgehölzen, Hecken und Obstwiesen,“
- „zur Erhaltung morphologisch ausgeprägter Bereiche zur Sicherung der landschaftlichen Eigenart und Vielfalt für die Erholung,“
- „zur Erhaltung wertvoller Biotopkomplexe aus Wald-Gründlandbereichen, Fließgewässern und Quellen mit wichtigen Trittstein- und Vernetzungsfunktionen,“
- „zur Erhaltung und Wiederherstellung wichtiger Rückzugsräume für die bedrohte Tier- und Pflanzenwelt,“
- „zur Sicherung der das Orts- und Landschaftsbild gliedernden und belebenden und die dörflichen Siedlungsstrukturen prägenden Freiraumelemente.“[1]

## Rechtliche Vorschriften
Im Landschaftsschutzgebiet sind unter anderem das Errichten von Bauten und das Anlegen von Fischteichen verboten.